# Мужала (приток Важинки)
Мужала — река в России, протекает по территории Подпорожского района Ленинградской области, но небольшая часть в районе истока расположена на территории Прионежского района Карелии. Устье реки находится в 23 км от устья Важинки по левому берегу. Длина реки — 44 км, площадь водосборного бассейна — 361 км². Берёт своё начало из озера Малое Мужало, протекает через озеро Большое Мужало.
В месте впадения Мужалы в Важинку расположен единственный населённый пункт на реке — экопоселение Гришино.

## Притоки
От истока к устью река принимает следующие притоки:
- В 36 км от устья, по правому берегу впадает река Нюда.
- Варока
- Гонгоручей
- В 7,1 км от устья, по левому берегу впадает река Кутка.

## Данные водного реестра
По данным государственного водного реестра России относится к Балтийскому бассейновому округу, водохозяйственный участок реки — Свирь без бассейна Онежского озера, речной подбассейн реки — Свирь (включая реки бассейна Онежского озера). Относится к речному бассейну реки Нева (включая бассейны рек Онежского и Ладожского озера).
Код объекта в государственном водном реестре — 01040100712102000012592.